# 元福岡
元福岡（もとふくおか）は、埼玉県ふじみ野市の町名。現行行政地名は元福岡一丁目から元福岡四丁目。住居表示実施済み区域。郵便番号は356-0008。

## 世帯数と人口
2022年（令和4年）8月1日現在の世帯数と人口は以下の通りである。
| 町丁         | 世帯数  | 人口    |
| ------------ | ------- | ------- |
| 元福岡一丁目 | 237世帯 | 534人   |
| 元福岡二丁目 | 308世帯 | 676人   |
| 元福岡三丁目 | 223世帯 | 425人   |
| 計           | 768世帯 | 1,635人 |

## 小・中学校の学区
市立小・中学校に通う場合、学区（校区）は以下の通りとなる。
| 丁目 | 小学校                 | 中学校                 |
| ---- | ---------------------- | ---------------------- |
| 全域 | ふじみ野市立元福小学校 | ふじみ野市立葦原中学校 |

## 交通

### 鉄道
町内に鉄道は敷設されていない。

### 道路
町内を通過する国道、および主要地方道・一般県道はない。

## 施設
- ふじみ野市立元福小学校
- 星和幼稚園
- 元福岡児童公園
- 青葉台公園
- 西沼公園
- 防衛庁第1公園
- 防衛庁第3公園
- 防衛庁第4公園